# Królewna Śnieżka (film 2012)
Królewna Śnieżka (ang. Mirror Mirror – dosłownie Lustereczko, lustereczko) – amerykański film przygodowy z 2012 r. w reżyserii Tarsema Singha, luźno oparty na baśni braci Grimm Królewna Śnieżka.

## Opis fabuły
Śnieżka kończy 18 lat i zaczyna się interesować sytuacją w królestwie, którym po śmierci jej ojca despotycznie rządzi królowa, jej macocha. Śnieżka zamierza odzyskać tron, dlatego królowa pozbywa się jej z zamku. Tymczasem na zamku pojawia się młody i majętny książę Alcott z Walencji, którego królowa zamierza uwieść za pomocą czarnej magii i poślubić. Śnieżka spróbuje temu zapobiec z pomocą dzielnych krasnali.

## Obsada
- Julia Roberts – królowa
- Lily Collins – Śnieżka
- Armie Hammer – książę Alcott
- Nathan Lane – Brighton
- Jordan Prentice – Napoleon
- Mark Povinelli – Kufel
- Joe Gnoffo – Gryz
- Danny Woodburn – Grimm
- Sebastian Saraceno – Wilk
- Martin Klebba – Rzeźnik
- Ronald Lee Clark – Chuckles
- Robert Emms – Charles Renbock
- Mare Winningham – Margaret
- Michael Lerner – baron
- Sean Bean – król

## Wersja polska
Wersja polska – na zlecenie Monolith Films – Start International Polska
Reżyseria – Elżbieta Kopocińska
Dialogi polskie – Joanna Serafińska
Dźwięk i montaż – Michał Skarżyński
Kierownik produkcji – Elżbieta Araszkiewicz
W wersji polskiej udział wzięli
- Agata Kulesza – królowa
- Marta Żmuda Trzebiatowska – Śnieżka
- Grzegorz Kwiecień – książę Alcott
- Aleksander Mikołajczak – Brighton
- Jarosław Boberek – Grimm
- Jacek Lenartowicz – Kufel
- Sławomir Pacek – Rzeźnik
- Jacek Król – Napoleon
- Tomasz Borkowski – Gryz
- Jacek Radziński – Wilk
- Wojciech Słupiński – Chuck
- Paweł Ciołkosz – Renbock
- Ewa Serwa – Margaret
- Jacek Rozenek – król
- Andrzej Blumenfeld – baron

W pozostałych rolach:
- Malwina Lasowy-Cibor
- Monika Chrząstowska
- Małgorzata Toczyłowska
- Wojciech Paszkowski – poborca podatkowy
- Janusz Wituch
- Cezary Nowak
- Jakub Szydłowski
- Maciej Kowalik
- Tomasz Gęsikowski

### Wersja lektorska
Wersja polska: Studio Publishing na zlecenie TVP1

Tekst: Zuzanna Mączyńska

Czytał: Maciej Gudowski